# جوناثان بيريز (لاعب كرة قدم مواليد 2003)
جوناثان بيريز (بالإنجليزية: Jonathan Perez)‏ هو لاعب كرة قدم أمريكي في مركزي الهجوم والوسط، ولد في 18 يناير 2003 في بيكو ريفيرا في الولايات المتحدة. لعب مع لوس انجلوس غالاكسي 2.

## وصلات خارجية
- جوناثان بيريز (لاعب كرة قدم مواليد 2003) على موقع الدوري الأمريكي (الإنجليزية)
- جوناثان بيريز (لاعب كرة قدم مواليد 2003) على موقع قاعدة بيانات كرة القدم.إي يو (الإنجليزية)
- جوناثان بيريز (لاعب كرة قدم مواليد 2003) على موقع Soccerway.com (الإنجليزية)